# Heather Conkie
Heather Conkie est une productrice de télévision canadienne, principalement connue en France pour avoir produit les séries télévisées Heartland (depuis 2007) et Les contes d'Avonlea en 1990, et qui a commencé sa carrière en tant qu'actrice. Elle animait des émissions pour enfants dans les années 1980 pour TVOntario, commençant avec l'émission Polka Dot Door.